# Apocoloquintose
L’Apocoloquintose ou Transformation de l'empereur Claude en citrouille est une œuvre satirique latine attribuée à Sénèque le Philosophe, écrite probablement à l'extrême fin de l'année 54 ap. J.-C. ou au début de l'année 55.

## Le titre et l'attribution de l'œuvre
Le titre d’Apocoloquintose (du grec Ἀποκολοκύνθωσις / Apokolokúnthōsis, « citrouillification », sous lequel l'œuvre est généralement connue en français, ne vient pas de la tradition manuscrite qui nous a transmis le texte, mais du témoignage de Dion Cassius, historien de langue grecque de la première moitié du IIIe siècle. Dion Cassius rapporte que Sénèque, peu de temps après la mort de Claude, avait rédigé un écrit auquel il donna le nom d’Apokolokyntosis et que ce titre était une parodie du terme apotheosis, « apothéose ».
Les manuscrits les plus anciens donnent en général pour titre Ludus de morte Claudii (Caesaris), sauf un, le Sangallensis 569, qui est plus précis et porte : Diui Claudii apotheosis Annei Senecae per saturam.
La plupart des historiens de la littérature latine, suivant le témoignage de Dion Cassius, ont reconnu en Sénèque l'auteur de ce texte. Jean Bayet remarque d'ailleurs que la veine satirique n'est pas absente des ouvrages philosophiques de Sénèque, qui fourmillent d'anecdotes piquantes et de traits d'esprit, ce qui n'est pas étonnant pour un moraliste. Par ailleurs, la signification politique de l'œuvre se décode bien compte tenu de la position de Sénèque au début du règne de Néron.
Le mot Apokolokyntosis, forgé pour l'occasion par l'auteur sur le modèle d’apotheosis, ne peut guère se comprendre que comme « transformation ou métamorphose [de Claude] en citrouille », « citrouillification ». En réalité, le terme de « citrouille » employé par les commentateurs francophones n'est pas pertinent : Sénèque ne pouvait penser à la citrouille, qui n'est apparue en Europe qu'après la découverte de l'Amérique ; il désignait sûrement la gourde ou calebasse, que les Romains appelaient colocyntha, -ae (en français vernaculaire ou commercial : coloquinte). De toute façon, ce qui comptait, c'étaient les connotations peu flatteuses associées au mot.

## La mort et l'apothéose de Claude
Claude meurt le 13 octobre 54, empoisonné, selon les historiens anciens, vraisemblablement à l'instigation d'Agrippine, son épouse. Elle voulait assurer la succession au trône pour son propre fils Néron, alors que Britannicus, fils de Claude et de Messaline allait peut-être rentrer en grâce.
Des funérailles solennelles sont organisées, la laudatio funebris (éloge funèbre) est prononcée par Néron et les cendres de Claude sont déposées dans le mausolée d'Auguste le 24 octobre. Le Sénat décrète peu après la divinisation (apothéose) de l'empereur défunt. On décide de lui élever un temple sur le mont Caelius.
« La mort de Claude n'était pas seulement un événement humain ; elle était un événement politique, une révolution ». Pour beaucoup, et notamment pour l'aristocratie sénatoriale, elle va permettre une rupture avec une pratique politique qui donnait trop de pouvoir aux affranchis impériaux et rendre au Sénat son rôle traditionnel dans l'État. Mais il n'est pas certain que cette façon de voir était partagée par les milieux populaires.

## Analyse de l'œuvre
L'Apocoloquintose s'inscrit dans la tradition gréco-latine de la satire ménippée (satura menippea), illustrée par Varron, genre particulier de satire qui mêle les passages en prose et en vers de différentes mesures. Les mètres représentés ici sont l'hexamètre dactylique, le sénaire iambique, le monomètre anapestique. On y retrouve aussi la tradition de la parodie des genres sérieux, comme l'histoire, l'épopée et la tragédie.
Le texte, assez court, a été découpé par la tradition philologique en 15 chapitres. La plupart des éditeurs et commentateurs pensent qu'il y a une ou plusieurs lacunes dans le récit de l'assemblée des dieux.
L'œuvre commence par un prologue, comme une œuvre historique. L'auteur assure, d'une manière humoristique, qu'il s'agit d'une narration fidèle et impartiale.
Le texte désigne Claude comme le princeps Saturnalicius (prince des Saturnales, fête romaine durant laquelle l'ordre établi s'inverse et les esclaves deviennent les maîtres). Après sa mort douloureuse, il se dirige laborieusement vers l'Olympe, où les Dieux assemblés comme le Sénat le jugent, et où le divin Auguste l'accable des reproches et prononce contre lui un décret de proscription. Rejeté sur Terre puis aux Enfers, de nouveau mis en accusation par Éaque, un des juges des Enfers, Claude est offert à Caligula comme esclave, puis est encore abaissé en devenant l'esclave d'un affranchi dirigeant un des bureaux impériaux. Les procès successifs que subit Claude sont autant de remises en cause de sa légitimité politique, de sa politique d'octroi de la citoyenneté romaine et d'ouverture du Sénat aux élites provinciales.

## La signification politique de l'œuvre
Sénèque avait des raisons personnelles d'en vouloir à Claude, qui l'avait envoyé en exil en Corse en 41, à la suite d'intrigues de cour. Sénèque avait essayé d'obtenir son rappel en écrivant la Consolation à Polybe ; malgré les flatteries à l'égard de cet affranchi impérial, qui avait l'oreille de Claude, ce fut en vain. Ce n'est que quelques années plus tard, sans doute au printemps 49, qu'il put revenir à la cour, sur l'intervention d'Agrippine.
Mais ses raisons profondes sont sûrement politiques. Principal conseiller du nouveau prince, Néron, dont il était le précepteur et dont il a sûrement rédigé les discours prononcés à son avènement devant les prétoriens et devant les sénateurs, il s'agit pour lui de souligner la rupture entre le nouveau règne et le précédent.
Sénèque réprouvait la façon dont l'empereur défunt avait gouverné et souhaitait un retour à l'exemple donné par Auguste, le fondateur de la dynastie, d'un partage du pouvoir entre le prince et le Sénat (dyarchie). Il faisait confiance à son élève pour s'engager dans cette direction et ouvrir ainsi un nouvel âge d'or. Dans cette perspective, il était important de discréditer Claude humainement et politiquement, en le ridiculisant, tout en soulignant le charisme de Néron et en présentant par contraste les orientations du nouveau régime ; et son pamphlet devait faire passer ces idées dans toutes les couches de l'opinion publique, y compris dans le peuple, qui n'était pas acquis d'avance. Ce n'est pas un hasard si c'est Auguste divinisé qui joue le rôle du procureur devant le tribunal des dieux : il exprime sa douleur et son indignation devant les crimes de Claude, qui n'a pas sa place au ciel,.
Quant à Néron, c'est Apollon lui-même,, qui, dans un passage en vers, en chante les louanges et les dons surhumains et le décrit à son image, un joueur de lyre et un chanteur, grâce auquel l'âge d'or va revenir. Néron apparaît donc comme un nouvel Apollon, ce qui l'inscrit clairement dans la filiation d'Auguste, protégé de l'Apollon d'Actium.
Eugen Cizek souligne également qu'en dénigrant Claude alors qu'Agrippine est en train de créer son culte, il lui livre une bataille ayant pour enjeu qui des deux aura le plus d'influence sur le nouvel empereur, l'armée et le sénat.

## Postérité
Érasme s'est vraisemblablement inspiré de l’Apocoloquintose pour écrire sa satire contre le pape Jules II, Iulius exclusus de caelis.
Jean-Jacques Rousseau s'est intéressé à l’Apocoloquintose, dont il a donné vers 1758 une traduction assez librepour laquelle on a recherché les raisons.

## Éditions
- L'Apocolinquintose de l'empereur Claude. Pamphlet violent à l'adresse d'un prince physiquement éliminé, traduction de J. J. Rousseau, Rennes, Pontcerq, 2019, 92 p.  (ISBN 978-2-919648-26-9).
- L'Apocoloquintose du divin Claude, texte établi et traduit par R. Waltz (Coll. des universités de France), Paris, Belles Lettres, 1934, XI-48 p., réimpr. 2010  (ISBN 978-2-251-01225-4).
- (it) Ἀποκολοκύντωσις, éd. commentée par C. F. Russo, 3e éd., Florence, 1961.
- (ca) L. A. Sèneca, Apocolocintosi del diví Claudi - Epigrames, introducció, text revisat, traducció i notes de Joan Mariné Isidro, Barcelone, Fundació Bernat Metge, 2004. Introduction consultable en ligne.